# Валитов, Раиль Бакирович
Валитов Раи́ль Баки́рович (18 января 1940, Бухара — 18 марта 2023) — советский и российский химик-технолог, член-корреспондент АН РБ (1991), доктор технических наук (1973), профессор (1976), заслуженный деятель науки БАССР (1984), заслуженный изобретатель БАССР (1981).

## Биография
Родился 18 января 1940 года в Бухаре Узбекской ССР.
В 1963 году окончил Уфимский нефтяной институт.
Место работы: Стерлитамакский завод синтетического каучука (1963—1968), Стерлитамакский химзавод (1968—1973); заведующий кафедрой «Органическая химия» Уфимского нефтяного института (1973—1981); заместитель директора по научной работе (1981—1992), директор (1992—2005), с 2005 г. главный научный сотрудник Всесоюзного научно-исследовательского технологического и проектного института гербицидов и регуляторов роста растений (с 1993 г. ГУ «Научно-исследовательский технологический институт гербицидов и регуляторов роста растений» АН РБ).
В 1973 году защитил докторскую диссертацию на тему «Закономерности размещения, условия формирования и прогноз сероводородсодержащих газов и нефтей на территории СССР».

## Научная деятельность
Научные направления работы Валитова: термокаталитические превращения угле-водородов, фракций нефти; создание технологии получения олефиновых углеводородов и светлых нефтепродуктов; синтез и применение биологически активных веществ в народном хозяйстве; «межфазный катализ» в нефтехимическом синтезе; вовлечение ультразвука в нефтехимию. Им был разработан способ получения моноэтаноламинной соли 2,4-дихлорфеноксиуксусной кислоты, позволяющий получить продукт высокого качества с высоким выходом. Создал способ получения 4-хлорфеноксиуксусной и 2,4-дихлорфеноксиуксусной кислот — гербициды, регуляторы роста растений.
Среди учеников Валитова — 4 доктора и более 40 кандидатов наук.

### Научные труды
Валитов Раиль Бакирович — автор около 500 научных работ, включая 260 авторских свидетельств и патентов.
- Производство ароматических галоидопроизводных. Уфа, 1981.
- Регуляторы роста растений. Уфа: Реактив, 2000 (соавтор).
- Использование аппаратов гидроакустического воздействия в гетерофазных процессах. М.: Химия, 2004 (соавтор).

## Награды и звания
- Заслуженный деятель науки БАССР (1984),
- Заслуженный изобретатель БАССР (1981).
- Орден «Знак Почета» (1985).